# Louis Mascarenhas
Louis Mascarenhas (ur. 29 września 1959 w Kelmbet) – indyjski duchowny katolicki, biskup Allahabadu od 2023.

## Życiorys

### Prezbiterat
Święcenia kapłańskie otrzymał 4 kwietnia 1989 i został inkardynowany do diecezji Allahabad. Był m.in. oficjałem kurii biskupiej (1997–2000), przełożonym Kolegium św. Józefa (2005–2014), wikariuszem generalnym diecezji (2014–2021) i jej tymczasowym administratorem (2021–2023).

### Episkopat
17 czerwca 2023 papież Franciszek mianował go biskupem Allahabadu. Sakry udzielił mu 24 sierpnia 2023 kardynał Oswald Gracias.